# Mazzi Visconti-Sforza

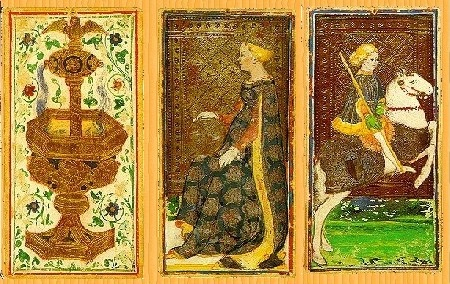
Carte del mazzo Visconti-Sforza Pierpont-Morgan

I mazzi Visconti-Sforza sono un insieme di mazzi di tarocchi risalenti al XV secolo che hanno dato, con ogni probabilità, origine ai mazzi classici e in particolare ai tarocchi marsigliesi di inizio '700, da cui deriva la gran parte dei mazzi contemporanei.
I mazzi sono di grande interesse sia storico sia artistico per la bellezza delle loro illustrazioni realizzate con materiali preziosi e che, in alcuni casi, si ritiene ritraggano membri delle famiglie Visconti e Sforza, sia socio-culturale, per il legame con le due dinastie che governarono Milano e la Lombardia a partire dal XIII secolo.
Secondo Stuart Kaplan, studioso e collezionista di tarocchi, esistono circa 15 mazzi diversi del gruppo Visconti-Sforza disseminati in musei e biblioteche di tutto il mondo, ma anche in collezioni private; di alcuni di essi sono rimaste solamente alcune figure o singole carte.
I più famosi mazzi Visconti-Sforza sono i tre riportati qui di seguito.

## Il mazzo Visconti di Modrone

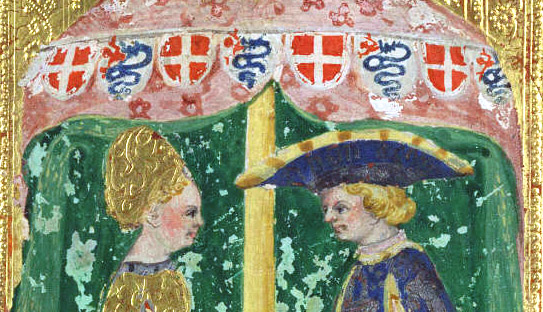
Dettagli della carta degli amanti del mazzo Visconti di Modrone, che mostra lo stemma dei Visconti unito a quello dei Savoia.

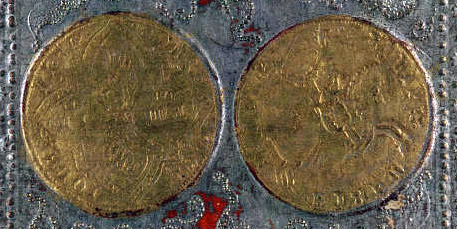
Dettaglio del quattro di denari che mostra il retro ed il fronte di un fiorino d'oro di Filippo Maria Visconti

Questo mazzo prende il nome dal ramo cadetto della famiglia Visconti a cui è appartenuto, viene detto anche Cary-Yale perché ha fatto parte della collezione di carte da gioco storiche della famiglia Cary, confluita nel 1967 nella Biblioteca Beinecke dell'Università di Yale. Da molti studiosi è ritenuto il più antico dei mazzi anche se la datazione esatta è difficoltosa e pertanto controversa, secondo alcune ipotesi è stato commissionato da Filippo Maria Visconti, altri studiosi invece ne collocano la realizzazione intorno al 1466. Giordano Berti lo data con certezza al periodo 1442-1447 in quanto il seme di denari mostra ora il recto ora il verso del fiorino d'oro fatto coniare dal duca di Milano Filippo Maria Visconti nel 1442, e rimasto in uso fino al 1447, anno della morte del duca
Di questo mazzo sono rimasti 67 soggetti (11 trionfi, 17 figure e 39 carte non figurate). Nemmeno sulla composizione originaria del mazzo vi è accordo, secondo alcuni in origine le carte erano 70 secondo altri erano 86 in quanto il mazzo Cary-Yale è l'unico mazzo di carte occidentale in cui le figure sono 6 e non le tradizionali 4. Al fante, cavallo, re e regina si aggiungono la donzella e la dama a cavallo. Se quindi i trionfi del mazzo erano 22 come nel mazzo Pierpont-Morgan il numero complessivo delle carte originali sarebbe stato 86.
Tutti i trionfi e le figure hanno uno sfondo in oro mentre le carte non figurate del mazzo hanno sfondo argentato. Le dimensioni delle carte sono di circa 189 × 90 mm.

## Il mazzo Brera-Brambilla

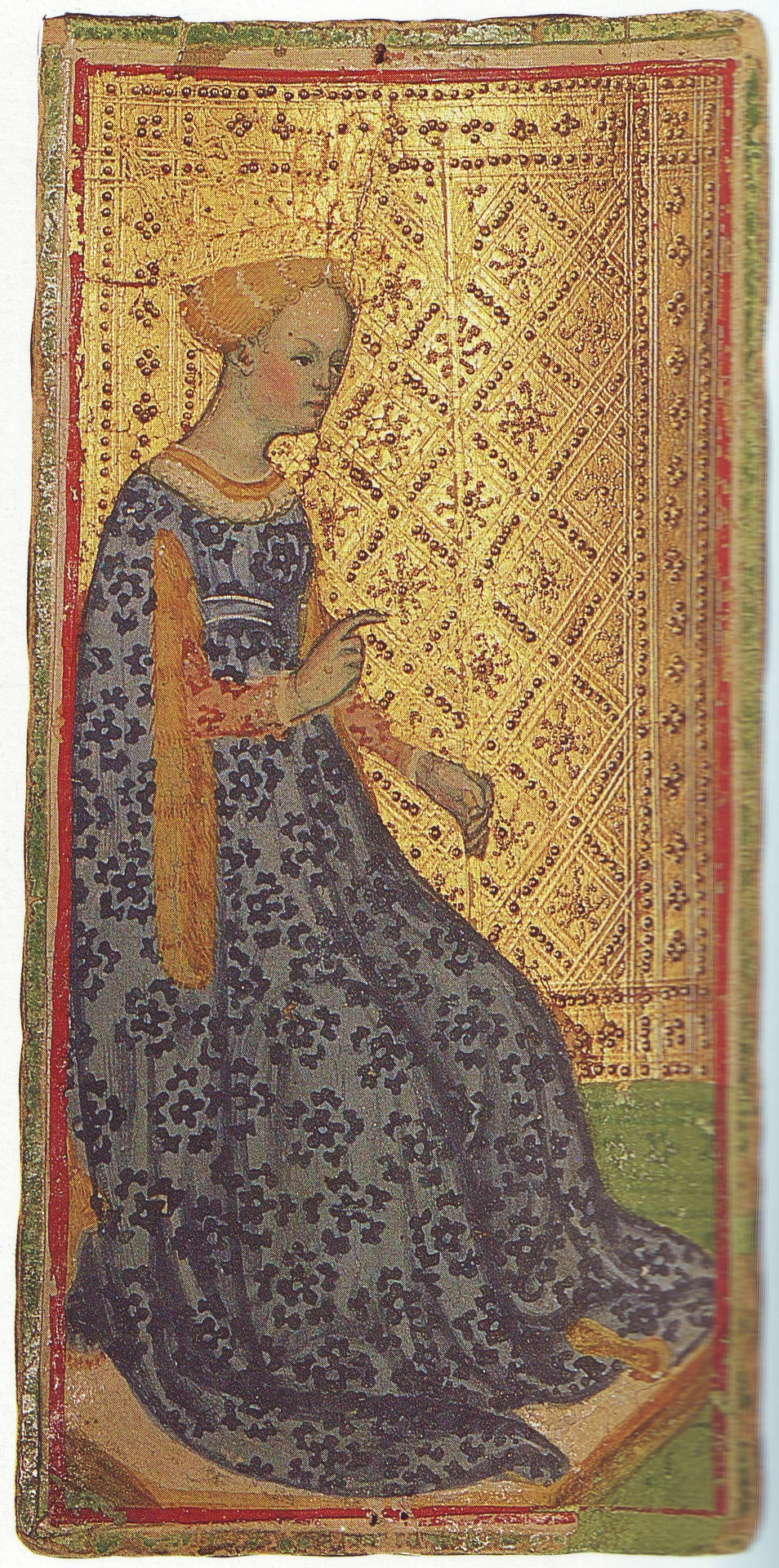
La regina di bastoni del mazzo Brera-Brambilla, (Pinacoteca di Brera)

Così chiamato in quanto fu il senatore Pietro Brambilla ad acquistare le carte a Venezia nell'anno 1900. Dal 1971 il mazzo è di proprietà della Pinacoteca di Brera (Milano). Pare che questo mazzo sia stato commissionato da Francesco Sforza a Bonifacio Bembo nel 1463. È composto da 48 carte con due soli trionfi, l'Imperatore e la Ruota della Fortuna. Tutti i trionfi e le figure hanno uno sfondo d'oro mentre le carte non figurate del mazzo hanno sfondo argentato.
Le sette carte figurate rimaste sono: fante e cavallo di coppe, fante e cavallo di denari, fante cavallo e regina di bastoni. Le carte numerate sono invece quasi complete, manca solo il 4 di denari. Le dimensioni sono 180 × 90 mm.

## Il mazzo Pierpont-Morgan Bergamo
Questo mazzo, detto anche Colleoni-Baglioni e di Francesco Sforza, risale al 1451 circa. In origine era composto da 78 carte, 22 trionfi di cui ne restano 20, 16 carte di corte di cui ne restano 15 (manca il Cavallo di Denari), e 40 numerali di cui ne restano 39 (manca il Tre di Spade). Sono quindi rimaste 74 carte: 35 si trovano nella biblioteca Pierpont-Morgan a New York,  26 presso l'Accademia Carrara e 13 fanno parte della collezione privata della famiglia Colleoni di Bergamo. Tutti i trionfi e le figure hanno uno sfondo in oro mentre le carte numerali hanno sfondo color crema con motivo floreale colorato. I due trionfi mancanti sono Il diavolo e La torre.
Le prime tracce conosciute del mazzo risalgono al XVII secolo, quando il conte Ambiviani vendette 74 carte alla famiglia Donati che a sua volta le vendette ad Alessandro Colleoni alla fine del XIX secolo. La famiglia bergamasca quindi vendette 26 carte al conte Francesco Baglioni, che alla sua morte andarono all'Accademia Carrara di Bergamo, 35 carte alla biblioteca Pierpont-Morgan, mentre 13 carte restano ancor oggi in possesso della famiglia.
Le carte sono in cartoncino ad angoli stondati di dimensioni 173 × 87 mm. Il fondo delle carte figurate è in oro con disegni a tempera e argento, mentre le carte numerali sono a fondo naturale.

## Tabella riassuntiva dei tre mazzi

### Trionfi
| Mazzo                  | Visconti di Modrone | Brera-Brambilla     | Pierpont-Morgan              |
| Trionfi tipici         | Trionfi tipici      | Trionfi tipici      | Trionfi tipici               |
| ---------------------- | ------------------- | ------------------- | ---------------------------- |
| il matto               | perduta             | perduta             | Morgan Library               |
| il bagatto             | perduta             | perduta             | Morgan Library               |
| la papessa             | perduta             | perduta             | Morgan Library               |
| l'imperatrice          | Beinecke Library    | perduta             | Morgan Library               |
| l'imperatore           | Beinecke Library    | Pinacoteca di Brera | Accademia Carrara            |
| il papa                | perduta             | perduta             | Morgan Library               |
| gli amanti             | Beinecke Library    | perduta             | Morgan Library               |
| il carro               | Beinecke Library    | perduta             | Morgan Library               |
| la giustizia           | perduta             | perduta             | Accademia Carrara            |
| il tempo (l'eremita)   | perduta             | perduta             | Morgan Library               |
| la ruota della fortuna | perduta             | Pinacoteca di Brera | Morgan Library               |
| la forza               | Beinecke Library    | perduta             | sostituita Morgan Library    |
| l'appeso               | perduta             | perduta             | Morgan Library               |
| la morte               | Beinecke Library    | perduta             | Morgan Library               |
| la temperanza          | perduta             | perduta             | sostituita Morgan Library    |
| il diavolo             | perduta             | perduta             | perduta                      |
| la torre               | perduta             | perduta             | perduta                      |
| la stella              | perduta             | perduta             | sostituita Accademia Carrara |
| la luna                | perduta             | perduta             | sostituita Accademia Carrara |
| il sole                | perduta             | perduta             | sostituita Morgan Library    |
| il giudizio            | Beinecke Library    | perduta             | Morgan Library               |
| il mondo               | Beinecke Library    | perduta             | sostituita Accademia Carrara |
| Trionfi inusuali       |                     |                     |                              |
| la fede                | Beinecke Library    | —                   | —                            |
| la speranza            | Beinecke Library    | —                   | —                            |
| la carità              | Beinecke Library    | —                   | —                            |

### Carte di corte e numerali
| Seme di denari |                  |                     |                     |
| Mazzo          | Cary-Yale        | Brera-Brambilla     | Pierpont-Morgan     |
| re             | Beinecke Library | perduta             | Morgan Library      |
| regina         | Beinecke Library | perduta             | Morgan Library      |
| cavaliere      | Beinecke Library | Pinacoteca di Brera | perduta             |
| cavallerizza   | Beinecke Library | —                   | —                   |
| fante          | perduta          | Pinacoteca di Brera | Accademia Carrara   |
| fantesca       | Beinecke Library | —                   | —                   |
| dieci          | Beinecke Library | Pinacoteca di Brera | Morgan Library      |
| nove           | Beinecke Library | Pinacoteca di Brera | Accademia Carrara   |
| otto           | Beinecke Library | Pinacoteca di Brera | Morgan Library      |
| sette          | Beinecke Library | Pinacoteca di Brera | Morgan Library      |
| sei            | Beinecke Library | Pinacoteca di Brera | Collezione Colleoni |
| cinque         | Beinecke Library | Pinacoteca di Brera | Accademia Carrara   |
| quattro        | Beinecke Library | perduta             | Collezione Colleoni |
| tre            | perduta          | Pinacoteca di Brera | Collezione Colleoni |
| due            | Beinecke Library | Pinacoteca di Brera | Collezione Colleoni |
| asso           | Beinecke Library | Pinacoteca di Brera | Accademia Carrara   |

| Seme di spade |                  |                     |                     |
| Mazzo         | Cary-Yale        | Brera-Brambilla     | Pierpont-Morgan     |
| re            | Beinecke Library | perduta             | Morgan Library      |
| regina        | Beinecke Library | perduta             | Morgan Library      |
| cavaliere     | perduta          | perduta             | Accademia Carrara   |
| cavallerizza  | Beinecke Library | —                   | —                   |
| fante         | perduta          | perduta             | Accademia Carrara   |
| fantesca      | Beinecke Library | —                   | —                   |
| dieci         | Beinecke Library | Pinacoteca di Brera | Morgan Library      |
| nove          | Beinecke Library | Pinacoteca di Brera | Collezione Colleoni |
| otto          | Beinecke Library | Pinacoteca di Brera | Accademia Carrara   |
| sette         | Beinecke Library | Pinacoteca di Brera | Collezione Colleoni |
| sei           | Beinecke Library | Pinacoteca di Brera | Accademia Carrara   |
| cinque        | Beinecke Library | Pinacoteca di Brera | perduta             |
| quattro       | Beinecke Library | Pinacoteca di Brera | Accademia Carrara   |
| tre           | Beinecke Library | Pinacoteca di Brera | Accademia Carrara   |
| due           | Beinecke Library | Pinacoteca di Brera | Collezione Colleoni |
| asso          | Beinecke Library | Pinacoteca di Brera | Morgan Library      |

| Seme di coppe |                  |                     |                     |
| Mazzo         | Cary-Yale        | Brera-Brambilla     | Pierpont-Morgan     |
| re            | Beinecke Library | perduta             | Accademia Carrara   |
| regina        | perduta          | perduta             | Morgan Library      |
| cavaliere     | Beinecke Library | Pinacoteca di Brera | Morgan Library      |
| cavallerizza  | perduta          | —                   | —                   |
| fante         | Beinecke Library | Pinacoteca di Brera | Morgan Library      |
| fantesca      | Beinecke Library | —                   | —                   |
| dieci         | Beinecke Library | Pinacoteca di Brera | Accademia Carrara   |
| nove          | Beinecke Library | Pinacoteca di Brera | Morgan Library      |
| otto          | Beinecke Library | Pinacoteca di Brera | Collezione Colleoni |
| sette         | Beinecke Library | Pinacoteca di Brera | Collezione Colleoni |
| sei           | Beinecke Library | Pinacoteca di Brera | Accademia Carrara   |
| cinque        | Beinecke Library | Pinacoteca di Brera | Morgan Library      |
| quattro       | Beinecke Library | Pinacoteca di Brera | Collezione Colleoni |
| tre           | Beinecke Library | Pinacoteca di Brera | Morgan Library      |
| due           | Beinecke Library | Pinacoteca di Brera | Accademia Carrara   |
| asso          | Beinecke Library | Pinacoteca di Brera | Morgan Library      |

| Seme di bastoni |                  |                     |                     |
| Mazzo           | Cary-Yale        | Brera-Brambilla     | Pierpont-Morgan     |
| re              | perduta          | perduta             | Morgan Library      |
| regina          | Beinecke Library | Pinacoteca di Brera | Accademia Carrara   |
| cavaliere       | perduta          | Pinacoteca di Brera | Accademia Carrara   |
| cavallerizza    | Beinecke Library | —                   | —                   |
| fante           | Beinecke Library | Pinacoteca di Brera | Accademia Carrara   |
| fantesca        | Beinecke Library | —                   | —                   |
| dieci           | Beinecke Library | Pinacoteca di Brera | Collezione Colleoni |
| nove            | Beinecke Library | Pinacoteca di Brera | Morgan Library      |
| otto            | Beinecke Library | Pinacoteca di Brera | Collezione Colleoni |
| sette           | Beinecke Library | Pinacoteca di Brera | Accademia Carrara   |
| sei             | Beinecke Library | Pinacoteca di Brera | Accademia Carrara   |
| cinque          | Beinecke Library | Pinacoteca di Brera | Accademia Carrara   |
| quattro         | Beinecke Library | Pinacoteca di Brera | Morgan Library      |
| tre             | Beinecke Library | Pinacoteca di Brera | Accademia Carrara   |
| due             | Beinecke Library | Pinacoteca di Brera | Collezione Colleoni |
| asso            | Beinecke Library | Pinacoteca di Brera | Morgan Library      |